# SDF-3
El SDF-3, en el mundo ficticio de Robotech, es la tercera nave clase ASDF de las fuerzas unidas de la tierra que apareció por primera vez en Robotech II: Los Centinelas (1986). Recientemente, fue identificada como el pionero y reconstruida como “una fortaleza dimensional de la sombra”. Está bajo el mando de la almirante Lisa Hayes Hunter, y más adelante por su marido el almirante Rick Hunter.

## Diseño
El SDF-3 Pioneer (Pioneer Class Super-Dimensional Fortress) fue construido en el Satélite Fábrica Robotech e inaugurado en el año 2023. Fue diseñado para penetrar en el planeta de los Maestros de la Robotecnia, por lo que externamente lucía como una nave Zentraedi. Internamente todos los componentes son de origen terrestre y están basados en la electrónica del SDF-1.Todas las baterías de misiles y láser que posee la nave son de diseño terrestre, ya que los originales eran obsoletos en comparación con los nuevos diseñados por la REF. La nave tiene 1,6 km de largo (una milla).
La mayor diferencia de esta nave con el SDF-1 es su aspecto exterior, además de ser un cuarto de milla más grande y de color rojo. Es evidente su parecido a la nave original, antes de ser reparada por lo terrestres, de diseño redondeado, más orgánico. Los brazos de los SDF-1 y 2, que eran más parecidos a las proas de los barcos como el Daedalus y el Prometheus, fueron reemplazados por dos brazos de forma. La cubierta delantera plana y el cañón reflex principal se han substituido por un cañón dual tubular que proporciona dos veces más potencia de fuego que el SDF-1. Los láser y las antenas pequeñas de comunicaciones se erizan a través de la superficie externa como docenas de pelos.
La mayor diferencia es que el SDF-3 no puede transformarse. Esto es totalmente intencional y no un defecto de diseño. Las capacidades de transformación modular de las primeras dos fortalezas de batalla eran una modificación humana. Puesto que la Robotechnología parecía centrarse en una simbiosis entre el hombre y la máquina y la capacidad de transformarse de las máquinas, los seres humanos asumieron que el crucero de batalla poseyó estas mismas características y que creó la capacidad de niveles múltiples de metamorfosis del SDF-1. Sin embargo, mientras que la metamorfosis del SDF-1 era dramática y fue de mucha ayuda en varias ocasiones, no es un modo eficaz de combate ya que la forma de humanoide retarda el movimiento y no proporciona ninguna ventaja en combate.
El SDF-3 no transformable es más rápido y más versátil, cubierto con una variedad de armas mortales (diseñadas para batallas de corto y largo alcance), y esta mejor diseñado para travesías en el espacio. Además de su sistema de Transposición, la nave espacial utiliza motores antigravedad, subluz, y de propulsión convencional.
El propósito del SDF-3 es proporcionar el fuego pesado que pueda requerir su flota y/o tropas y funcionar como una base móvil de operaciones o como una estación espacial. No es solamente un arma espacial gigante. Dentro de su vientre se encuentra una infraestructura de fabricación masiva que construye y reparan mechas, misiles, armas, vehículos, y equipo adicional. Otras instalaciones fabrican ropa, electrónicos, y alimentos. Una campaña intergaláctica requiere un asilo que ofrezca abrigo, alimento y comodidad. Sin el, la flota nunca podría sostener una campaña militar o exploratoria más de algunos meses. Sin una duda, el SDF-3 es el corazón de la flota de la REF.

## Historia
En Robotech Los Centinelas aparece el SDF-3 bajo etapas finales de construcción dentro del satélite fábrica Robotech en órbita alrededor de la tierra en 2022. Aunque interiormente es de diseño humano, el exterior tiene la apariencia de una nave Zentraedi para no ser atacados por los amos Robotech al arribar a Tirol. 
Una vez en Tirol, el SDF-3 sufrió graves daños estructurales (como se menciona en los cómics Robotech: Prelude to the Shadow Chronicles).
Debido a esto, la nave es reconstruida con “tecnología sombra”. 
El nuevo diseño es del estilo de las nave de Mospeada/La nueva generación, más específicamente al de la SDF-4 Izumo. Esto trajo consigo una reconstrucción total de los sistemas, incorporando la tecnología shadow hace a los sistemas de protocultura invisibles para los Invid.
En la película Robotech: The Shadow Chronicles, fue revelado que el SDF-3 había estado probando los nuevos misiles Neutrón S. Estos funcionaron incorrectamente, y dañaron seriamente al SDF-3 y a la nave científica Deukalion, y crearon un agujero negro. El SDF-3 estaba inmovilizado y el Capitán Vince Grant en la nave Icarus intentó un rescate, pero las tres naves fueron atacadas por fuerzas hostiles desconocidas y el almirante Hunter ordenó al Icarus volver a la tierra con el Deukalion y entregar una advertencia sobre los misiles Neutrón S. El Capitán Grant acopló entonces el Deukalion al Icarus e intentó acercarse al SDF-3 para encerrar a las tres naves en la "burbuja" de Transposición y así arrastrarla consigo en su viaje a la tierra. Esta tentativa se vio frustrada por una nave enemiga que arremetió contra el SDF-3 alejándolo del Icarus y haciéndolo precipitarse hacia el agujero negro.
En la conclusión de la película, el Ark Angel es enviado para descubrir qué pasó con la nave y su equipo, y recuperar la Matriz de Protocultura y a los sobrevivientes, si los hay.

## Especificaciones técnicas

### Mechas/Vehículos
- 484 Alpha Fighters
- 72 Shadow Alphas
- 348 Beta Fighters
- 72 Shadow Betas
- 58 VF-1 Vindicators
- 96 VF-1 Super Valkyries
- 36 Veritech Hover Tanks
- 2000 VR-052 Battler Cyclones
- 1000 VR-041 Saber Cyclones
- 1000 VR-038-LT Lite Cyclones
- 18 RDF Excalibers
- 132 REF Excalibers
- 36 RDF Gladiators
- 132 REF Gladiators
- 8 M.A.C. IIs
- 24 M.A.C. IIIs
- 18 RDF Raidar-Xs
- 132 REF Raidar-Xs
- 18 RDF Spartans
- 108 REF Spartans
- 726 Z-1 Battle Pods
- 302 Z-2 Officer's Pods
- 10 Z-3 Cyclops
- 36 Battle Pods
- 36 Officer's Pods
- 6 Scout Pods
- 48 Male Power Armour
- 48 Female Power Armour
- 24 Fighter Pods

### Armas y sistemas defensivos
- Sistema completo de barrera DS-2: éste es un campo de la fuerza que abarca la nave entera. Es capaz de repeler todos los ataques sólidos y la mayoría de los ataques directos de energía. Como la energía es absorbida por el SDF-3 este no puede atacar a través del campo de fuerza. Toda aquella energía que no puede ser repelida por este campo, es almacenada en los condensadores de la nave. Estos condensadores tienen un límite de almacenamiento, y una vez excedido, se liberan las partículas de energía almacenadas produciendo una descarga similar a la producida por el disparo de los cañones Reflex. Puede levantarse en tan solo 5 segundos.
- Sistema de barrera de defensa DS-1: también conocido como el sistema de defensa punta de alfiler, este utiliza escudos móviles más pequeños que se utilizan para proteger solamente la torre de comando. Está formado por 4 discos.
- Torretas láser (de estilo Zentraedi): cuenta con 48 torretas láser arriba, abajo y a los lados del casco de la nave.
- Bahías de misiles: veinticuatro bahías de misiles colocadas estratégicamente alrededor del casco. Son retractables y permanecen ocultas hasta su uso. Cada bahía posee capacidad para 104 misiles.
- Cañones láser: están situados sobre toda la superficie del casco principal de a pares.
- Cañones reflex (armas principales): las porciones delanteras del casco principal están constituidas sobre todo por dos gigantescos cañones reflex. Tiene un alcance efectivo de 192,000 km.
- Cañones Synchro (armas principales): después de que el SDF-3 fue seriamente dañado y reconstruido, los cañones reflex destruidos fueron substituidos por los cañones Synchro que tienen gama y potencia de fuego similares. Porque son de tecnología shadow, los cañones Synchro no pueden ser detectados mientras se cargan.

## Enlaces
- Sitio oficial de Robotech

- Datos: Q10865328